# Jugend Rettet
Jugend Rettet est une organisation non gouvernementale (ONG) Berlinoise, dont l'objectif principal est de porter secours aux migrants qui se noient dans la mer Méditerranée. L'association cherche aussi à encourager la prise de conscience politique de certains problèmes, et a mis en place une plate-forme de discussion sur le droit d'asile. Son navire de secours, le Iuventa, a été immobilisé en août 2017 par la justice italienne, qui accuse l'ONG de collaborer avec des passeurs de migrants. Sa capitaine Pia Klemp et dix membres de l’équipage sont poursuivis et encourent vingt ans de prisons en Italie. 

## Opérations de secours et accusations de complicité avec les passeurs
Les opérations de sauvetage de Jugend Rettet ont été menées par le Iuventa, un navire battant pavillon néerlandais de 33 mètres, construit pour naviguer en mer du Nord, acheté et équipé pour le sauvetage en 2016. Le Monde a retrouvé et brossé le portrait de ces 118 hommes d’un même canot secourus en Méditerranée par le Iuventa le 1er août 2016. Ces migrants ont décrit aux journalistes les sévices qu’ils ont subis en Libye. 
En août 2017, Jugend Rettet, tout comme Médecins sans Frontières, a refusé de signer le code de conduite pour les ONG proposé par le gouvernement italien, lequel impose entre autres la présence à bord de policiers armés,. Lors d'une session du parlement italien le 10 mai 2017, un procureur a accusé Jugend Rettet de collaborer avec des passeurs de migrants. L'organisation Frontex (Agence européenne pour la gestion de la coopération opérationnelle aux frontières extérieures) a critiqué le comportement des ONG sur les côtes libyennes et leur a reproché leur réticence à coopérer avec les organisations officielles. Le 2 août 2017, le procureur de la municipalité italienne de Trapani a saisi le Iuventa, l'accusant de coopération avec des passeurs et d'encouragement de l'immigration clandestine. Le procureur a présenté des éléments qui devaient prouver que l'organisation n'avait pas tenté de porter secours à des personnes mais avait emmené des immigrants clandestins par mer calme. Jugend Rettet a contesté la saisie, mais le 23 avril 2018, la Cour suprême d'Italie a confirmé la décision du tribunal de Trapani selon laquelle le navire restait saisi en attendant de nouvelles enquêtes. En juillet 2018, des enquêtes ont été ouvertes contre certains membres de Jugend Rettet, soupçonnés d’avoir favorisé l’immigration clandestine; ils risquent de 4 mois à 20 ans de prison,,,,.
Selon le document d'enquête du juge Maurizio Agnello, les organisations de sauvetage auraient développé des relations de proximité avec les trafiquants afin d'être avertis à l’avance des départs de bateaux transportant des migrants et d’être ainsi les premiers sur place. Les trois ONG auraient agi de concert et « contourné le système de secours mis en place par les autorités italiennes ». Pour la police italienne, la volonté des ONG de ne pas aider les forces de l’ordre dans leur travail de traque des passeurs s’apparente à une conduite criminelle. Afin de maintenir de bons rapports avec les trafiquants, les ONG les auraient souvent laissé récupérer les embarcations utilisées pour transporter les migrants, afin de les réutiliser. 
Pour Antoine Harari du journal Le Temps, le comportement des ONG en 2017 s'expliquerait également par le nombre de migrants morts en 2016 et par la concurrence qui s’installe entre les organisations dont certaines viennent d’être créées et « cherchent le coup d’éclat, la publicité pour faciliter leurs collectes de fonds ». De ce fait, elles auraient pris des risques, comme celui de communiquer avec les passeurs.

## Prix
- Prix Paul Grüninger (décerné à l'équipage du Iuventa)[15]